# Août 1815

## Événements
- Août - septembre : deuxième terreur blanche orchestrée par la chambre introuvable. Dans l’Ouest et le Sud-Est, des bandes de verdets (arborant la cocarde verte du comte d’Artois) massacrent des Jacobins et des bonapartistes, tuent le maréchal Brune à Avignon (2 août), le général Lagarde à Nîmes (12 novembre) et le général Ramel à Toulouse (15 août)[1]. Ils s’en prennent aux protestants (Nîmes et Uzès) et aux acquéreurs de biens nationaux. À Marseille, plusieurs centaines de bonapartistes et les Égyptiens ramenés quinze ans plus tôt, sont massacrés.

- 2 août : traité de Paris : l’Autriche, la Prusse, la Russie confient le prisonnier Napoléon au Royaume-Uni.
- 7 août : pacte fédéral formant la Confédération des XXII cantons. Les Républiques de Neuchâtel, du Valais et de Genève négocient leur entrée dans la Suisse en tant que cantons à part entière[2].
- 17 août - 5 décembre, reconquête espagnole de la Nouvelle-Grenade : siège et prise de Carthagène des Indes par le corps expéditionnaire espagnol de Pablo Morillo[3].
- 24 août : adoption de la Loi fondamentale du Royaume des Pays-Bas[4]. Le roi Guillaume Ier des Pays-Bas accepte une constitution fondée sur le régime représentatif : une chambre est nommée par le roi, l’autre par les États provinciaux reconstitués selon leur forme ancienne.

## Naissances
- 4 août : Karl August Wunderlich († 1877), médecin allemand auteur de travaux fondateurs sur la fièvre.
- 15 août : Alexander von Keyserling (mort en 1891), paléontologue, géologue et naturaliste allemand.
- 22 août : Jean Macé, enseignant et journaliste français († 13 décembre 1894).

## Décès
- 15 août : Eugène Louis Melchior Patrin (né en 1742), minéralogiste et naturaliste français.
- 19 août : Charles de La Bédoyère, Général de France, fusillé.